# Сибт ибн аль-Джаузи
Шамсуддин Абу-ль-Музаффар Юсуф ибн Абдуллах, известный как Сибт ибн аль-Джаузи (араб. سبط بن الجوزي‎; 1186, Багдад — 1256, Дамаск) — исламский богослов, историк. Внук Абуль-Фараджа ибн аль-Джаузи. Прозвище «Сибт» в переводе с арабского означает «внук от дочери» (в отличие от «хафид» — «внук от сына»). Был известен тем, что написал сорок томов (или частей) исторического труда «Мират аз-заман».

## Биография
Юсуф ибн Абдуллах родился в 1186 году в Багдаде. Его отец был высокопоставленным мамлюком, а дед со стороны матери — великим ханбалитским богословом Абуль-Фараджем ибн аль-Джаузи, который известен такими книгами как «Аль-Мавдуат аль-кубра» и «Зад аль-масир». По преданию, огрызки перьев, которыми дед Сибта писал свои многочисленные труды, были использованы согласно завещанию после его смерти при подогреве воды для омытия тела, и этого топлива оказалось более чем достаточно.
В Багдаде были сильны позиции ханбалитской правовой школы, но его семья переехала в иракский город Мосул, где он начал изучать ханафитский мазхаб. Он умер в 1256 году в Дамаске в своем доме на вершине горы Касиун и был похоронен там же.

## Труды
- «Мир’ат аз-заман фи тарих аль-а’йан» (араб. مراه الزمان فى تاريخ الاعيان‎) — «Зеркало времени в истории знаменитостей»
- «Аль-интисар валь-тарджин ли аль-мазхаб ас-сахин» — книга по ханафитскому мазхабу
- «Тазкират уль-хвас» (араб. تذکرۃ الخواص‎) — книга о наследниках пророка Мухаммада

### Зеркало времени
Сибт ибн аль-Джаузи является автором грандиознейшей исторической компиляции — «Мир’ат аз-заман фи тарих аль-а’йан» — «Зеркало времени в истории знаменитостей». Это произведение состояло из сорока томов (или частей) и до наших дней полностью не сохранилось. Позднейшие исследователи отмечают особую ценность «Зеркала времени» для периода, свидетелем которому был сам автор.